# Maxwel Cornet
Gnaly Maxwel Cornet (Bregbo, 27 de setembro de 1996), é um futebolista profissional franco-marfinense que atua como atacante no Genoa, emprestado pelo West Ham.

## Carreira
Maxwel Cornet começou a carreira no Metz.

## Títulos
West Ham
- Liga Conferência da UEFA: 2022–23

### Prêmios individuais
- Equipe do torneio do Campeonato Europeu Sub-19 de 2015[3]
- 37º melhor jogador sub-21 de 2016 (FourFourTwo)[4]